# いつか… (映画)
『いつか…』は、髙原秀和監督の日本映画。

## 概要
2019年3月1日、『濡れた愛情 ふしだらに暖めて』のタイトルでピンク映画として劇場公開。同年8月23日、「OP PICTURES+ フェス 2019」の一本としてR-15版として再編集し、『いつか…』に改題しテアトル新宿で一般公開。R18版は70分。R15版は濡れ場を短くし、ドラマシーンを増やしたことで85分となっている。R18版とR15版でタイトルが異なるのを含み、東映チャンネルでは2020年に『人妻の教え子 ふしだらな裏切り』のタイトルで放映されるなど複数の作品タイトルを持つ。
髙原の監督作、蒼井そら主演『つむぎ』（2004年）の後日譚となる作品であり、橋渡しをする形で那波隆史が同じ役柄を演じる。
小倉由菜は本格的な演技初挑戦。小倉の初撮影がラストシーンからだったため「一番最後のシーンをなんで最初にやるんだろう」と思ったという。撮影期間は3日間。
2020年4月に開催されたピンク映画ベストテンで桃熊賞1位を獲得。桃熊賞・主演女優賞を小倉由菜が受賞。
2020年12月2日、『いつか 裏切りは雌の顔』のタイトルでスターボードからDVDリリース。
映画ライターの寺岡裕治は『つむぎ』に「終わらないから、ちゃんと始めないとな」というセリフがあり、本作では「終わらせるのは簡単だけど、やり直すのは難しいでしょ」と対になるセリフがあることなどから、社会から脱落したものの生き直しをテーマにした映画と論評した。

## ストーリー
素行不良から高校を中退し風俗嬢として働く少女いつか。彼氏と別れたことで人生の目標を失い自暴自棄になる。そんなとき元教師の夫婦と出会い、勉学に向き合う。そして学校の勉強だけではない人生の勉強とも向き合うことになる。

## 登場人物
松崎いつか
演 ‐ 小倉由菜
高校中退した少女。風俗業勤務。バットをもって元カレを襲うが返り討ちにされ、自分を見つめなおす。
月島佐知子
演 ‐ 並木塔子
元教師。現在はスナックのママとして働く傍ら、昼のランチ営業を目指す。
倉持ひな
演 ‐ 涼南佳奈
いつかの同級生。風俗嬢。
片桐真一
演 ‐ 那波隆史
元教師。佐知子の内縁の夫。名目上はマスター。
富樫広夢
演 ‐ 吉田憲明
いつかの元カレ。
芦田チカ
演 ‐ 山田奈保
広夢の彼女。
アナル先生
演 ‐ 櫻井拓也
言葉責めに興奮する不思議な男。
川谷建一
演 ‐ 稲田錠

佐藤先生
演 ‐ 山岡竜生

田中先生
演 ‐ 泉正太郎

アキラ
演 ‐ 山本宗介

コウジ
演 ‐ 可児正光

月島春一郎
演 ‐ 下元史朗
佐知子の叔父。

## スタッフ
- 監督・編集：髙原秀和
- 脚本：宍戸英紀、髙原秀和
- 撮影監督…下山天、田宮健彦
- 音楽・整音：野島健太郎
- 録音：竹本未礼
- 助監督：江尻大、小関裕次郎、島崎真人
- スチール：本田あきら
- 撮影助手：高嶋正人
- 協力：末永賢、国沢実、永元絵里子、村上典子、五十嵐理
- 仕上げ：東映ラボ・テック
- 制作：ラブパンク
- 配給：オーピー映画